# ياكوب إرهارت
ياكوب إرهارت (بالألمانية: Johann Jakob Erhardt)‏ هو مبشر ألماني، ولد في 17 أبريل 1823 في بونيغهايم في ألمانيا، وتوفي في 14 أغسطس 1901 في شتوتغارت في ألمانيا.